# Lätt mellanvikt i boxning vid olympiska sommarspelen 1988
Resultat från boxning vid olympiska sommarspelen 1988 och herrarnas lätta mellanvikt. Boxarna vägde under 71 kg. Tävlingarna arrangerades i Chamshil Students' Gymnasium i Seoul.

## Medaljörer
| Klass           | Guld                   | Silver              | Brons                            |
| Lätt mellanvikt | Park Si-Hun · Sydkorea | Roy Jones Jr. · USA | Ray Downey · Kanada              |
| Lätt mellanvikt | Park Si-Hun · Sydkorea | Roy Jones Jr. · USA | Richie Woodhall · Storbritannien |

## Resultat

### Första rundan
| Vinnare                  | Resultat      | Förlorare                 |
| Första rundan            | Första rundan | Första rundan             |
| ------------------------ | ------------- | ------------------------- |
| Segundo Mercado (ECU)    | KO-3          | Kofi Emmanuel Quaye (GHA) |
| Raymond Downey (CAN)     | 5-0           | Jorge López (ARG)         |
| Norbert Nieroba (FRG)    | KO-1          | Felix Garth (GRN)         |
| Abrar Hussain Syed (PAK) | KO-2          | Noureddine Meziane (ALG)  |
| François Mayo (CMR)      | RSC-1         | Moussa Viavindi (CAF)     |

### Andra rundan
| Vinnare                   | Resultat     | Förlorare                 |
| Andra rundan              | Andra rundan | Andra rundan              |
| ------------------------- | ------------ | ------------------------- |
| Peter Silva (BRA)         | 5-0          | Charles Mahlabele (SWZ)   |
| Rey Rivera (PUR)          | 5-0          | George Allison (GUY)      |
| Richard Woodhall (GBR)    | 5-0          | Desmond Williams (SLE)    |
| Apolinario Silveira (ANG) | RSC-2        | Mohamed Orungi (KEN)      |
| Michal Franek (TCH)       | WO           | Isaack Impatu (VAN)       |
| Roy Jones Jr. (USA)       | KO-1         | M'tendere Makalamba (MAW) |
| Jevgenij Zajtsev (URS)    | 5-0          | Gary Smikle (JAM)         |
| Sounaila Sagnon (BUR)     | RSC-1        | John Bosco Waigo (UGA)    |
| Park Si-Hun (KOR)         | RSC-2        | Abdullah Ramadan (SUD)    |
| Torsten Schmitz (GDR)     | 3-2          | Angel Stojanov (BUL)      |
| Quinn Paynter (BER)       | RSC-3        | Johnny de Lima (DEN)      |
| Vincenzo Nardiello (ITA)  | KO-3         | Likou Aliu (SAM)          |
| Martin Kitel (SWE)        | 5-0          | Ncholu Monontsi (LES)     |
| Segundo Mercado (ECU)     | 5-0          | Vaban Banko (ZAI)         |
| Raymond Downey (CAN)      | 3-2          | Norbert Nieroba (FRG)     |
| Abrar Hussain Syed (PAK)  | RSC-2        | François Mayo (CMR)       |

### Tredje rundan
| Vinnare                  | Resultat      | Förlorare                 |
| Tredje rundan            | Tredje rundan | Tredje rundan             |
| ------------------------ | ------------- | ------------------------- |
| Rey Rivera (PUR)         | KO-1          | Peter Silva (BRA)         |
| Richard Woodhall (GBR)   | 5-0           | Apolinario Silveira (ANG) |
| Roy Jones Jr. (USA)      | 5-0           | Michal Franek (TCH)       |
| Jevgenij Zajtsev (URS)   | RSC-2         | Sounaila Sagnon (BUR)     |
| Park Si-Hun (KOR)        | 5-0           | Torsten Schmitz (GDR)     |
| Vincenzo Nardiello (ITA) | KO-2          | Quinn Paynter (BER)       |
| Martin Kitel (SWE)       | 3-2           | Segundo Mercado (ECU)     |
| Raymond Downey (CAN)     | 5-0           | Abrar Hussain Syed (PAK)  |

### Kvartsfinaler
| Vinnare                | Resultat      | Förlorare                |
| Kvartsfinaler          | Kvartsfinaler | Kvartsfinaler            |
| ---------------------- | ------------- | ------------------------ |
| Richard Woodhall (GBR) | 5-0           | Rey Rivera (PUR)         |
| Roy Jones Jr. (USA)    | 5-0           | Jevgenij Zajtsev (URS)   |
| Park Si-Hun (KOR)      | 3-2           | Vincenzo Nardiello (ITA) |
| Raymond Downey (CAN)   | 5-0           | Martin Kitel (SWE)       |

### Semifinaler
| Vinnare             | Resultat    | Förlorare              |
| Semifinaler         | Semifinaler | Semifinaler            |
| ------------------- | ----------- | ---------------------- |
| Roy Jones Jr. (USA) | 5-0         | Richard Woodhall (GBR) |
| Park Si-Hun (KOR)   | 5-0         | Raymond Downey (CAN)   |

### Final
| Vinnare           | Resultat | Förlorare           |
| Final             | Final    | Final               |
| ----------------- | -------- | ------------------- |
| Park Si-Hun (KOR) | 3-2      | Roy Jones Jr. (USA) |